# 1980
- Wikisource

| Calendário gregoriano                                                        | 1980 MCMLXXX                         |
| Ab urbe condita                                                              | 2733                                 |
| Calendário arménio                                                           | 1429 – 1430                          |
| Calendário bahá'í                                                            | 136 – 137                            |
| Calendário budista                                                           | 2524                                 |
| Calendário chinês                                                            | 4676 – 4677 Início a 16 de fevereiro |
| Calendário copta                                                             | 1696 – 1697                          |
| Calendário etíope                                                            | 1972 – 1973                          |
| Calendários hindus - Vikram Samvat - Calendário nacional indiano - Cáli Iuga | 2035 – 2036 1901 – 1902 5080 – 5081  |
| Calendário Holoceno                                                          | 11980                                |
| Calendário islâmico                                                          | 1400 – 1401                          |
| Calendário judaico                                                           | 5740 – 5741 Início a 11 de setembro  |
| Calendário persa                                                             | 1358 – 1359 Início a 21 de março     |
| Calendário rúnico                                                            | 2230                                 |
| Calendário solar tailandês                                                   | 2523                                 |

1980 (MCMLXXX, na numeração romana) foi um ano bissexto do século XX que começou numa terça-feira, segundo o calendário gregoriano. As suas letras dominicais foram FE. A terça-feira de Carnaval ocorreu a 19 de fevereiro e o domingo de Páscoa a 6 de abril. Segundo o horóscopo chinês, foi o ano do Macaco, começando a 16 de fevereiro.

| Evento                                                   | Data            | Hora  |
| -------------------------------------------------------- | --------------- | ----- |
| Aquário                                                  | 20 de janeiro   | 21:49 |
| Peixes                                                   | 19 de fevereiro | 12:02 |
| primavera no hemisfério norte e outono no hemisfério sul |                 |       |
| Carneiro/equinócio                                       | 20 de março     | 11:10 |
| Touro                                                    | 19 de abril     | 22:23 |
| Gémeos                                                   | 20 de maio      | 21:43 |
| verão no hemisfério norte e inverno no hemisfério Sul    |                 |       |
| Caranguejo/solstício                                     | 21 de junho     | 05:48 |
| Leão                                                     | 22 de julho     | 16:43 |
| Virgem                                                   | 22 de agosto    | 23:41 |
| Outono no Hemisfério Norte e Primavera no Hemisfério Sul |                 |       |
| Balança/equinócio                                        | 22 de setembro  | 21:09 |
| Escorpião                                                | 23 de outubro   | 06:18 |
| Sagitário                                                | 22 de novembro  | 03:42 |
| inverno no hemisfério norte e verão no hemisfério sul    |                 |       |
| Capricórnio/solstício                                    | 21 de dezembro  | 16:57 |

| UTC: Portugal Continental, Madeira, Guiné-Bissau e São Tomé e Príncipe Subtrair (-): 1 h nos Açores e Cabo Verde 2 h nas Ilhas oceânicas brasileiras 3 h em Brasília, em Goiás, na Amazônia Oriental Brasileira e no nordeste, sudeste e sul brasileiros 4 h na Amazônia Ocidental Brasileira, Mato Grosso e Mato Grosso do Sul 5 h no Acre e sudoeste do Amazonas Adicionar (+): 1 h em Angola e Guiné Equatorial 2 h em Moçambique 8 h em Macau 9 h em Timor-Leste. |
| Adicionar uma hora durante a vigência do horário de verão: Portugal Continental : De 6 de abril a 28 de setembro de 1980 |

| Ano completo                          |
| ------------------------------------- |
| Ano bissexto com início à terça-feira |

Foi declarado pela ONU como o "Ano Internacional da Ecologia" e corresponde, no ciclo de doze anos que forma o calendário chinês a um ano do signo "Macaco".

## Eventos

### Janeiro
- 1 de janeiro - Violento sismo atinge as ilhas Terceira, São Jorge e Graciosa, nos Açores, e resulta em 73 mortos, centenas de feridos, milhares de desalojados e avultados danos materiais.
- 7 de janeiro - Indira Gandhi é eleita novamente primeira-ministra da Índia.
- 15 de janeiro - Karlos Heinz Rischbieter pede demissão do Ministério da Fazenda. Presidente João Figueiredo indicou o presidente do Banco Central, Ernane Galvêas, ao cargo.
- 20 de janeiro - O desabamento da arquibancada durante a corrida de touros "La Corraleja", em Sincelejo, no norte da Colômbia, deixou 400 mortos e 2 mil feridos.
  - O presidente dos EUA Jimmy Carter propõe que os americanos e seus aliados boicotem os Jogos Olímpicos de Moscou, caso os soviéticos não retirem suas tropas do Afeganistão.
- 22 de janeiro - O governo da União Soviética detém em Moscou o físico Andrei Sakharov e a esposa Yelena Bonner, acusados de atividades subversivas.
  - As chuvas no Vale do São Francisco, em Minas Gerais, deixaram 26 mortos e 12 mil desabrigados.
- 23 de janeiro - Ex-xá do Irã, Mohammad Reza Pahlavi é detido no Panamá.
- 27 de janeiro - Líder nacionalista Robert Mugabe retorna à Rodésia após 5 anos no exílio.
  - Frank Sinatra faz show para mais de 100 mil pessoas no estádio do Maracanã, no Rio de Janeiro.

### Fevereiro
- 4 de Fevereiro - Abolhassan Bani-sadr escolhido para presidente do Irã.
- 5 de fevereiro - Guerrilheiros da Ligas Populares 28 de Fevereiro invadem a embaixada da Espanha em San Salvador, mantendo mais de 200 reféns, entre eles o embaixador espanhol em El Salvador, Victor Sanchez Mesa e o ministro da Educação, Eduardo Collindres.
- 7 de Fevereiro - Tem início a The Wall Tour do disco The Wall da banda de rock Pink Floyd. Essa turnê se encerraria em 17 de Junho de 1981.
- 10 de fevereiro
  - Corinthians vence a Ponte Preta por 2x0 e conquista o título do Campeonato Paulista de Futebol de 1979.
  - Fundação do Partido dos Trabalhadores.
- 12 de fevereiro - Telê Santana é anunciado como novo treinador da Seleção Brasileira de Futebol.
- 17 de fevereiro - Um caminhão invade a estação ferroviária de Barueri, na Grande São Paulo, atropelando pessoas e deixando 9 mortos e 6 feridos.
- 20 de fevereiro - Um temporal alaga a cidade de São Paulo e a região do ABC, e 9 pessoas morreram. As enchentes no Vale do Ribeira resultaram em 11 mortes.
- 23 de fevereiro - O procurador-geral de El Salvador Mário Zamora é assassinado por extremistas de direita.
- 26 de fevereiro - A cheia histórica do Rio Tocantins fez desaparecer o município de Marabá, no Pará. O Governo Federal anuncia a transferência da sede do município, denominado de Nova Marabá.
- 27 de fevereiro - Os guerrilheiros do Movimento 19 de Abril invadem a embaixada da República Dominicana, em Bogotá e fazem mais de 40 reféns, entre eles o embaixador brasileiro Geraldo Eulálio Nascimento e o americano Daniel Asensio.

### Março
- 8 de março - "Efeito Casimiro": Milhares de pessoas se deslocam para a cidade de Casimiro de Abreu (Rio de Janeiro), onde acreditam que uma nave oriunda de Júpiter, pousaria em uma fazenda local, segundo o fazendeiro Edílcio Barbosa, autodenominado como "Mensageiro de Júpiter".
- 10 de março - O calouro de jornalismo Carlos Alberto de Souza, de 20 anos, morre sete dias depois de ser espancado por estudantes veteranos dentro de um vagão de trem, a caminho da Universidade de Mogi das Cruzes, na Grande São Paulo. Carlos teria se recusado a participar do trote feito pelos veteranos.
- 17 de março - A greve dos portuários por reajuste salarial paralisa por cinco dias as atividades no Porto de Santos.
- 20 de março - Um helicóptero cai no mar na Bacia de Campos, no norte do Rio de Janeiro, matando 14 funcionários da Petrobras.
- 23 de março - Ex-xá do Irã, Mohammad Reza Pahlavi foge do Panamá e recebe asilo político no Egito.
- 24 de março - O arcebispo de San Salvador, Dom Óscar Romero é assassinado a tiros dentro de uma capela.
  - O Chile rompe relações diplomáticas com as Filipinas, após Ferdinando Marcos cancelar uma visita de Pinochet ao país.
- 25 de março - Albert Sabin afasta-se da campanha de vacinação contra a Poliomielite no Brasil, após denunciar que o Ministério da Saúde manipula dados sobre a doença no país.
- 30 de Março - Nelson Piquet vence o GP do Oeste dos Estados Unidos, Long Beach, e Emerson Fittipaldi chega em 3.º lugar. É a primeira vitória de Piquet na carreira e o último pódio de Emerson na categoria.
- 31 de março - Tem início a Greve dos Metalúrgicos no ABC Paulista.

### Abril
- 7 de abril
  - EUA rompem as relações diplomáticas com o Irã por conta da Crise dos reféns americanos no Irã.
  - Entra no ar a TV Globo nacional.
- 12 de abril
  - Golpe de Estado na Libéria, presidente William R. Tolbert Jr. é assassinado por militares.
  - Uma tragédia com o Voo Transbrasil 303 no morro da Virginia, em Florianópolis, deixou 54 mortos.
- 13 de abril - A explosão em um depósito de fogos de artifício clandestino no bairro Suíssa, em Aracaju, deixou 12 mortos e 200 feridos.
- 14 de abril - Flávia Schilling é libertada e volta ao Brasil, após ficar por sete anos presa no Uruguai.
- 15 de abril - Os EUA concedem asilo político a milhares de cubanos dando início ao Êxodo de Mariel.
- 17 de abril - Greve dos Metalúrgicos do ABC Paulista: o Ministro do Trabalho, Murilo Macedo, assina decreto para intervir na direção dos sindicatos grevistas e destitui do cargo, entre eles, o presidente do sindicato de São Bernardo do Campo, Luiz Inácio Lula da Silva.
- 19 de abril - Greve dos Metalúrgicos do ABC Paulista: Luiz Inácio Lula da Silva, o advogado José Carlos Dias e mais 9 sindicalistas são presos com base na Lei de Segurança Nacional.
- 20 de abril - É apresentado a público o grupo designado por Forças Populares 25 de Abril.
- 22 de abril - O naufrágio da balsa "Don Juan" no Estreito de Tablas, nas Filipinas, deixa mil mortos.
- 25 de abril - O fracasso da Operação Eagle Claw ordenada pelo presidente americano, Jimmy Carter, termina com a morte de 8 soldados no Irã.
- 27 de abril - Termina o sequestro na embaixada dominicana em Bogotá por guerrilheiros do Movimento 19 de Abril, libertando todos os reféns com vida.
- 28 de abril - O secretário de Estado dos EUA, Cyrus Vance, renuncia ao cargo, após críticas ao fracasso da Operação Eagle Claw.
- 30 de Abril - A rainha Beatriz de Orange-Nassau sobe ao trono nos Países Baixos.

### Maio
- 1 de maio - O Show de Primeiro de Maio reúne mais de 140 mil pessoas no estádio da Vila Euclides, em São Bernardo do Campo.
- 5 de maio - Após 6 dias de tensão, as forças do Special Air Service invadem um prédio e termina o sequestro na embaixada do Irã em Londres com a morte de 5 terroristas iranianos e 2 reféns.
- 8 de maio - A erradicação global da varíola foi oficialmente certificada pela Organização Mundial de Saúde.
- 9 de maio - O desabamento da ponte Sunshine Skyway na Baía de Tampa, na Flórida, deixa 30 mortos após navio cargueiro atingir estrutura.
- 11 de maio
  - Após 42 dias de paralisação, chega ao fim as Greve dos Metalúrgicos do ABC Paulista.
  - Um golpe militar derruba o ditador Idi Amin, em Uganda.
- 14 de maio - Foi revelado que a guerrilheira Sônia de Moraes Angel, dada como desaparecida após ser presa no DOI-CODI, foi enterrada com nome falso em 1973, em São Paulo. O atestado de óbito dela teria sido assinado pelo legista Harry Shibata, com o nome falso.
- 17 de maio - Brasil e Argentina assinaram o primeiro acordo de cooperação nuclear, em Buenos Aires. Esse acordo estabelecia intercâmbios científicos, colaborações em pesquisa nuclear e o desenvolvimento da energia nuclear para fins pacífico.
- 18 de maio
  - O Monte Santa Helena, no estado de Washington, EUA, entra em erupção, às 08h30min, matando 57 pessoas.
  - Aconteceu o Massacre de Gwangju, na Coréia do Sul
  - Aconteceu o suicídio por enforcamento de Ian Curtis, vocalista da banda de pós-punk inglesa Joy Division.
  - Os distúrbios raciais no bairro de Liberty City, em Miami, nos EUA, deixam 18 mortos e 400 feridos após absolvição de policiais brancos que teriam espancado até a morte um motociclista negro que infringiu regras de trânsito.
- 19 de maio - Fernando Belaúnde Terry retorna ao poder após 12 anos de sua deposição, eleito novo presidente do Peru.
- 20 de maio
  - Lula e mais 9 ex-dirigentes do Sindicato dos Metalúrgicos do ABC são soltos, após um mês detidos no DOPS.
  - Lançamento do filme Star Wars: O Império Contra-Ataca (Episódio V).

### Junho
- 1 de junho - O Flamengo vence o Atlético Mineiro por 3x2 e conquista o seu primeiro título do Campeonato Brasileiro de Futebol de 1980.
  - Um Desastre aéreo de Barra do Garças, no Mato Grosso, deixou 7 mortos.
  - Lançamento do canal de notícias norte-americano CNN (Cable News Network).
- 6 de junho - A explosão em um navio-sonda da Petrobras, deixa mais de 100 feridos na Bacia de Campos, no Rio de Janeiro.
- 7 de junho - O Presidente dos EUA, Jimmy Carter manda expulsar todos os refugiados cubanos vindos do Porto de Mariel com antecedentes criminais.
- 14 de junho - Início da Campanha Nacional de Vacinação contra a Poliomielite.
- 19 de junho - Caso Araceli: Em Vitória, os acusados do sequestro e morte da menina Araceli, Paulo Helal e Dante Michellini, são condenados há 18 anos de prisão.
- 22 de junho - Ocorreu a beatificação do padre José de Anchieta.
  - A Seleção da Alemanha Ocidental vence a Bélgica e conquista o título da Eurocopa de 1980.
- 27 de junho - O desastre com o Voo Aerolinee Itavia 870, no Mar Tirreno, próximo a ilha italiana de Ústica, deixa 81 mortos.
- 30 de junho - O Papa João Paulo II chega a Brasília, para uma visita a treze cidades brasileiras, que duraria 12 dias.

### Julho
- 2 de julho - O jurista Dalmo Dallari é vítima de um atentado em São Paulo.
- 4 de julho - A nova Basílica de Aparecida é inaugurada com a presença do Papa João Paulo II.
- 5 de julho - O Papa João Paulo II realiza missa em Porto Alegre na então nomeada Rótula do Papa.
- 7 de julho - O naufrágio da embarcação "Lima Costa" deixa 49 mortos na costa de Alcântara, no Maranhão.
- 10 de julho - A Sede do Partido dos Trabalhadores, a Anistia internacional e o escritório do advogado Luiz Eduardo Greenhalgh são alvos de atentado a tiros, em São Paulo.
- 17 de julho - Um golpe militar na Bolívia depõe a presidente Lidia Gueiler Tejada. O General do Exército, Luis García Meza Tejada assume o poder.
- 18 de julho
  - Sai definitivamente do ar em sete cidades brasileiras (Belém, Fortaleza, Recife, Belo Horizonte, Porto Alegre, São Paulo e Rio de Janeiro, por ordem de fechamento) a Rede Tupi de Televisão, primeira emissora de TV do Brasil e da América do Sul.
  - O ex-primeiro-ministro do Irã, Shapur Bakhtiar escapa de um atentado em Paris. Outras 2 pessoas morreram.
- 19 de julho - Início dos Jogos Olímpicos de Verão de 1980, em Moscou.
- 23 de julho - Djan Madruga, Marcus Mattioli, Cyro Delgado e Jorge Luiz Fernandes Leite conquistam a medalha de bronze no revezamento 4x200 na natação, em Moscou.
- 25 de julho
  - Foi lançado o álbum de rock Back in Black da banda ACDC, sendo até hoje o álbum de rock mais vendido da história com 51 milhões de cópias.
  - João do Pulo conquista a medalha de bronze no salto triplo, nos Jogos Olímpicos de Moscou.
- 27 de julho - Um acidente com um ônibus de excursão para a Caverna do Diabo, deixa 26 mortos em Eldorado (São Paulo).
- 28 de julho - Os iatistas Lars Björkström e Alexandre Welter conquistam a primeira medalha de ouro para o Brasil, em 24 anos nos Jogos Olímpicos.
- 29 de julho
  - No iatismo, os brasileiros Eduardo Penido e Marcos Soares conquistam o segundo ouro para o Brasil, nos Jogos Olímpicos de Moscou.
- 30 de Julho - Independência do Vanuatu.

### Agosto
- 1 de agosto - O piloto francês Patrick Depailler, de 35 anos, morreu vítima de um acidente no Circuito de Hockenheim durante testes para o Grande Prêmio da Alemanha de 1980.
- 2 de agosto - O Atentado à estação ferroviária de Bolonha, na Itália, deixou 85 mortos e 200 feridos.
- 3 de agosto - Encerramento dos Jogos Olímpicos de Verão de 1980, em Moscou.
- 4 de agosto - O presidente dos EUA, Jimmy Carter, vai ao Congresso americano dar explicações sobre negócios do irmão, Billy Carter com o ditador líbio, Muammar al-Gaddafi.
- 5 de agosto - O Congresso Nacional aprova o Estatuto do Estrangeiro.
- 6 de agosto - O Club Nacional de Football vence o Sport Club Internacional no Uruguai e conquista o título da Copa Libertadores da América de 1980.
- 19 de agosto - O Voo Saudia 163 explode ao pousar no aeroporto de Riad, na Arábia Saudita, matando as 301 pessoas a bordo.
- 24 de agosto - O Primeiro-ministro da Polônia Edward Babluch deixa o cargo, em razão do apoio maciço da população às greves em Gdansk. Edward Gierek é o novo secretário-geral do Partido Comunista da Polônia, assumindo o poder.
- 27 de agosto - Um Atentado à sede da OAB, no Rio de Janeiro, mata a funcionária Lyda Monteiro da Silva, após explosão de carta-bomba. Bombas também explodiram no gabinete do vereador Antônio Carlos de Carvalho (PMDB) na Câmara Municipal do Rio de Janeiro e na sede do jornal Tribuna da Imprensa, deixando outros 6 feridos.
- 30 de agosto - O Governo da Polônia cede aos trabalhadores, atendendo reivindicações, como direito à greve e sindicatos livres, pondo fim à greve em Gdansk. Líder do movimento grevista, Lech Walesa funda o primeiro sindicato livre polonês, Solidariedade.

### Setembro
- 5 de setembro - O Comitê do Partido Comunista da Polônia destitui Edward Gierek do cargo de primeiro-ministro, e o substitui por Stanisław Kania.
- 9 de setembro - O Ministério da Justiça manda apreender exemplares de revistas eróticas como Privê e Playboy, por considerar nudez uma ofensa à moral e aos bons costumes.
- 11 de setembro - Um Plebiscito aprova nova Constituição do Chile, prorrogando o mandato do ditador Augusto Pinochet até 1989.
- 11 de setembro - Ramiro da Cartucheira é preso em Corumbaíba (GO) e confessa 34 assassinatos cometidos à polícia.
- 12 de setembro - Golpe de Estado na Turquia.
- 17 de setembro - O ex-presidente da Nicarágua, Anastasio Somoza García é assassinado com tiro de bazuca por guerrilheiro argentino pró-sandinistas em Assunção, no Paraguai. Dois dias depois, o guerrilheiro Hugo Irurzun foi morto em troca de tiros com policiais paraguaios, em Assunção.
- 22 de setembro - A Justiça de SP condena o Estado a indenizar 4 estudantes que tiveram o corpo queimado por bombas atiradas pela Polícia Militar na Invasão da Pontifícia Universidade Católica de São Paulo em 1977.
- 22 de setembro - Início da Guerra Irã-Iraque.
- 26 de setembro - Um atentado à bomba promovido por um jovem neonazista na Oktoberfest, em Munique, na Alemanha Ocidental deixa 12 mortos e 200 feridos.
- 28 de setembro - Alan Jones vence o GP do Canadá, em Montreal, tornando-se campeão mundial de Fórmula 1 (pela única vez) com uma prova de antecedência. É o quarto título da Austrália na categoria.
- 30 de setembro - É publicado o padrão da ethernet (tecnologia para redes locais).

### Outubro
- 3 de outubro - O ex-oficial austríaco Gustav Franz Wagner, conhecido como "A Besta de Sobebor" em campos de concentração nazistas na Segunda Guerra, é encontrado morto em sua casa em Atibaia (SP).
- 5 de outubro - Helmut Schmidt é reeleito primeiro-ministro da Alemanha Ocidental.
  - O publicitário Paulo Sérgio Alcântara é assassinado a tiros dentro de casa pela esposa, a atriz Dorinha Duval, no Rio de Janeiro.
- 10 de outubro - Um sismo de 7,7 graus atinge a província de El Asnam, na Argélia, deixando 5 000 mortos.
- 10 de outubro - O radialista Arlindo Bettio e a empregada doméstica Sueli Ramos são assassinados após assalto e sequestro na casa do radialista, em São Paulo.
- 13 de outubro - O arquiteto e ativista argentino Adolfo Pérez Esquivel recebe o Prêmio Nobel da Paz de 1980.
- 15 de outubro - O presidente João Figueiredo assina decreto em que expulsa do país o padre italiano Vito Miracapillo. Vigário da paróquia de Ribeirão (PE), ele negou-se a celebrar missa a pedido da prefeitura na Semana da Independência do Brasil, se manifestando contra o regime militar.
- 18 de outubro - Arnaldo Forlani assume o cargo de primeiro-ministro da Itália.
- 30 de outubro - O STF decide manter o decreto do presidente João Figueiredo e mantém a expulsão do padre italiano Vito Miracapillo. Ele deixa o país, expulso, rumo à Itália no dia seguinte.

### Novembro
- 4 de novembro - Eleição presidencial nos Estados Unidos: Ronald Reagan derrota Jimmy Carter e é eleito 40.º presidente.
- 13 de novembro - O Congresso Nacional do Brasil aprova por unanimidade a emenda constitucional que restabelece eleições diretas para os governadores dos Estados e do Distrito Federal.
- 13 de novembro - A alemã Gabriella Brum é eleita Miss Mundo, mas renuncia no dia seguinte.
- 14 de novembro - O Ministério da Justiça anuncia a prisão do engenheiro Ronald Watters, principal suspeito pelo atentado à sede da OAB no Rio de Janeiro.[1]
- 17 de novembro - O filósofo marxista francês Louis Althusser tem surto psicótico e mata a esposa, Helené Althusser, estrangulada em seu apartamento em Paris.
- 19 de novembro
  - Um desastre com o Voo Korean Air Lines 015, com 206 passageiros no Aeroporto Internacional de Gimpo, causa a morte de 15 pessoas.
  - O São Paulo Futebol Clube vence o Santos Futebol Clube e conquista o título do Campeonato Paulista de Futebol de 1980.
- 21 de novembro - Um incêndio no MGM Grand Las Vegas deixa 87 mortos e mais de 300 feridos.[carece de fontes?]
- 23 de novembro - Um Sismo atinge a província Basilicata, no sul da Itália, deixando mais de 4 mil mortos e 10 mil feridos.[carece de fontes?]
- 24 de novembro - O líder indígena Mário Juruna é eleito presidente do Tribunal Russell, nos Países Baixos. Impedido de viajar pela Funai, ele consegue habeas corpus para viajar até os Países Baixos, onde tomará posse.
- 26 de novembro - Eduardo Portella é demitido do Ministério da Educação. Rubem Carlos Ludwig é indicado como novo ministro.
- 30 de novembro - O Fluminense Football Club vence o Club de Regatas Vasco da Gama e conquista o título do Campeonato Carioca de Futebol de 1980.

### Dezembro
- 1 de dezembro - Caso Cláudia: A Justiça do RJ absolve o cabeleireiro George Khour do assassinato de Cláudia Lessin.
- 4 de dezembro - Lançamento do filme Superman II.
- 4 de dezembro - A Tragédia de Camarate mata o primeiro-ministro de Portugal, Francisco Sá Carneiro e outras 7 pessoas a bordo do avião.
- 5 de dezembro - Iberê Camargo mata Sérgio Alexandre Areal a tiros, após uma briga em frente a um bar, em Botafogo, Rio de Janeiro. Iberê Camargo foi preso e alegou agir em legítima defesa.
- 5 de dezembro - Um helicóptero da FAB bate contra fios de alta tensão e cai em Campinas, deixando 6 mortos.
- 7 de dezembro - António Ramalho Eanes é reeleito presidente de Portugal.
- 8 de dezembro - John Lennon é assassinado a tiros por Mark Chapman.
- 17 de dezembro - A Justiça de São Paulo responsabiliza o Estado a indenizar a família pela morte do operário Manoel Fiel Filho, no Doi-Codi, em 1976.
- 18 de dezembro - 
  - Anunciados resultados do Censo demográfico do Brasil de 1980.
  - O Ministro da Comunicação Social, Said Farhat, é demitido, e a SECOM é extinta.
- 29 de dezembro - A colisão de dois trens de passageiros da Fepasa, na Estação Água Branca, em São Paulo, deixa mais de 300 feridos.[2]

## Nascimentos
- 13 de janeiro - Adriana Paz, atriz e dançarina mexicana.
- 16 de janeiro - Lin-Manuel Miranda, ator, rapper, compositor e escritor norte-americano.
- 25 de fevereiro - Fernanda de Freitas, atriz brasileira.
- 10 de março - Sara Maldonado, atriz mexicana.
- 14 de abril - Priscila Sol, atriz brasileira.
- 29 de abril - Kian Egan, músico irlandês.
- 23 de junho - Melissa Rauch, atriz estadunidense.
- 24 de julho - Isabele Benito, jornalista e radialista brasileira.
- 11 de agosto - Merritt Wever, atriz americana.
- 26 de agosto - Chris Pine, ator americano.
- 31 de agosto - Nilce Moretto, youtuber brasileira
- 21 de setembro - Aleksa Palladino, atriz e cantora norte-americana.
- 24 de setembro - Juliano Cazarré, ator brasileiro.
- 10 de outubro - Fernanda Machado, atriz brasileira.
- 21 de Outubro - Kim Kardashian, empresaria norte-americana.
- 30 de outubro - Sarah Carter, atriz canadense.
- 28 de novembro - Angelica Ross, atriz norte-americana.
- 11 de dezembro - Marco Calvani, dramaturgo, diretor, cineasta, tradutor e ator italiano.
- 19 de dezembro - Roberta Sá, cantora brasileira.

## Mortes
- 6 de janeiro - Petrônio Portella, ministro da Justiça,
- 19 de fevereiro - Bon Scott, vocalista do AC/DC (n. 1946).
- 22 de março - Hélio Oiticica, pintor, escultor e artista plástico.
- 31 de março - Jesse Owens, atleta olímpico e ativista do movimento negro norte-americano.
- 15 de abril - Jean-Paul Sartre, filósofo, escritor e crítico francês (n. 1905).
- 29 de abril - Alfred Hitchcock, cineasta britânico (n. 1899).
- 4 de maio - Josip Broz Tito, presidente da República Popular Federal da Jugoslávia de 1953 a 1963 e presidente da República Socialista Federativa da Jugoslávia de 1963 a 1980 (n. 1892).
- 18 de maio - Ian Curtis, vocalista do grupo Joy Division. (n. 1956).
- 7 de junho - Henry Miller, escritor norte-americano.
- 12 de junho - Masayoshi Ohira, primeiro-ministro japonês.
- 9 de julho - Vinicius de Moraes, diplomata, dramaturgo, jornalista, poeta e compositor brasileiro (n. 1913).
- 24 de julho - Peter Sellers, ator britânico.
- 27 de julho - Mohammad Reza Pahlevi, último Xá do Irão (n. 1919).
- 29 de julho - Paulo Sérgio de Macedo, cantor e compositor capixaba (n. 1944)
- 2 de setembro - Samuel Wainer, jornalista.
- 16 de setembro - Jean Piaget, psicólogo e pensador suíço.
- 25 de setembro - John Bonham, baterista do Led Zeppelin (n. 1948).
- 16 de outubro: Sergei Taboritsky, Era Jornalista E Colaborador Da Gestapo Durante O Regime Nazi
- 17 de outubro: Otávio de Faria, Era membro da Academia Brasileira de Letras, ensaísta, jornalista e romancista.
- 26 de outubro - Marcello Caetano, último Presidente do Conselho de Ministros do Estado Novo português (n. 1906)
- 26 de outubro - Marcello Caetano, ex-primeiro-ministro de Portugal.
- 27 de outubro - John Graz, pintor suíço-americano.
- 31 de outubro - Edelmiro Julián Farrell, presidente da Argentina de 1944 a 1946 (n. 1887).
- 7 de novembro - Steve McQueen, ator norte-americano.
- 22 de novembro - Mae West, atriz, cantora, dramaturga, roteirista, comediante e símbolo sexual. (n.1893)
- 30 de novembro - Angenor de Oliveira, mais conhecido como Cartola. Cantor, compositor, poeta e violonista brasileiro.
- 4 de dezembro - Francisco Sá Carneiro, primeiro-ministro de Portugal e líder histórico do PPD PSD
- 8 de dezembro - John Lennon, ex-Beatle, ativista em Nova Iorque, Estados Unidos (n. 1940)
- 18 de dezembro - Héctor José Cámpora, presidente da Argentina em 1973 (n. 1909).
- 21 de dezembro - Nelson Rodrigues, escritor e dramaturgo.
- 22 de dezembro - Almirante, cantor e compositor.
- 24 de dezembro - Karl Dönitz, foi um almirante alemão e presidente da Alemanha em 1945 (n. 1891).[3]
- 31 de dezembro - Marshall McLuhan, escritor canadense.

## Por tema
- 1980 na arte
- 1980 no Brasil
- 1980 no carnaval
- 1980 na ciência
- 1980 no cinema
- Desastres em 1980
- 1980 no desporto
- 1980 no jornalismo
- 1980 na literatura
- 1980 na música
- 1980 na política
- 1980 no teatro
- 1980 na televisão

## Prêmio Nobel
- Física - James Watson Cronin,[4] Val Logsdon Fitch.[4]
- Química - Paul Berg,[5] Walter Gilbert,[5] Frederick Sanger.[5]
- Medicina - Baruj Benacerraf,[6] Jean Dausset,[6] George Snell.[6]
- Literatura - Czeslaw Milosz.[7]
- Paz - Adolfo Pérez Esquivel.[8]
- Economia - Lawrence R. Klein.[9]

## Epacta e idade da Lua
| Epacta gregoriana | 15 (XV) |
| Idade da Lua      | Letra q |

## Por tema
- 1980 na arte
- 1980 no Brasil
- 1980 no carnaval
- 1980 na ciência
- 1980 no cinema
- Desastres em 1980
- 1980 no desporto
- 1980 no jornalismo
- 1980 na literatura
- 1980 na música
- 1980 na política
- 1980 no teatro
- 1980 na televisão